# أودرفيرك
أودرفيرك Oderwerke أو Stettiner كانت شركة ألمانية لبناء السفن يقع مقرها في ستيتين.

## التاريخ
تأسست أودرفيرك في 28 يناير 1903 وبنت 154 سفينة قبل الحرب العالمية الأولى.
خلال الحرب العالمية الثانية قامت ببناء أثنين من نالغواصات الالمانية الفئة السابعة للبحرية الألمانية كريغسمارينه، يو-821 ويو-822.
بعد الحرب ، انتقلت الشركة أولاً إلى لوبيك في عام 1949 ثم إلى كولونيا في عام 1950. تم إعلان إفلاس الشركة في عام 1961 وإغلاقها.

## السفن التي بناها (اختيار)

### سفن مدنية
- س س Preussen (1909)
- س س<i id="mwHg">Stettin</i> (1933)
- إس إس عيسى (1936)
- وال (1938)

### السفن البحرية

#### الغواصات (قوارب يو)
- 2 × غواصة من الفئة السابعة (1941-1944)

## روابط خارجية
- بعض تاريخ Oderwerke
- Documents and clippings about Oderwerke